# Procydrela
Genre
Procydrela est un genre d'araignées aranéomorphes de la famille des Zodariidae.

## Distribution
Les espèces de ce genre sont endémiques d'Afrique du Sud.

## Liste des espèces
Selon World Spider Catalog (version 17.5, 19/10/2016) :
- Procydrela limacola Jocqué, 1999
- Procydrela procursor Jocqué, 1999

## Publication originale
- Jocqué, 1999 : The new genera Procydrela and Rotundrela, sister taxa for Storenomorphinae and Cydrelinae (Araneae: Zodariidae). : Insect Systematics & Evolution, vol. 30, no 2, p. 225-240.